# Transvaal (colonie)

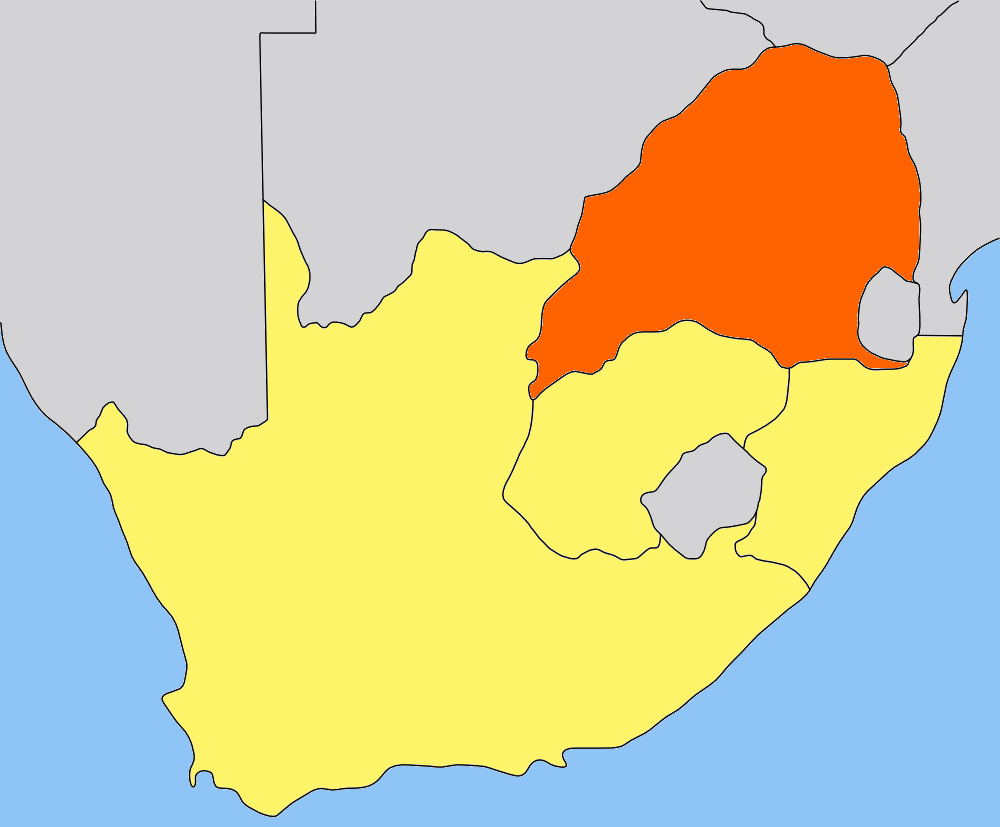
Localizarea coloniei Transvaal (în portocaliu), în Africa de Sud.

Colonia Transvaal a fost denumirea unei colonii britanice sud-africane, din 1902 până în 1910. Ea a succedat geografic Republicii Sud-Africane Transvaal. Constitutivă a Uniunii Sud-Africane, în 1910, ea a devenit provincia Transvaal.

## Geografie
Suprafața coloniei Transvaal era de 262.499 km2. Era mărginită la sud de râul Vaal, iar la nord de fluviul Limpopo, frontieră naturală cu Rhodesia de Sud, azi Zimbabwe. Capitala era Pretoria, fostă capitală a  Republicii Sud-Africane Transvaal, până în 1902 și capitală a Africii de Sud începând din 1910.
Celelalte orașe principale ale coloniei erau: Johannesburg, Pietersburg, Nelspruit, Krugersdorp, Louis Trichardt, Tzaneen, Carletonville, Potchefstroom, Witbank, Nylstroom, Witbank, Vereeniging ...

## Istorie
La încheierea celui de-al Doilea Război al Burilor contra britanicilor, Transvaalul era însângerat și învins. Tratatul de la Vereeniging a plasat fosta Republică Sud-Africană Transvaal sub suveranitate britanică, cu statutul de colonie.